# Binoraphorus geminolobotus
Binoraphorus geminolobotus is een lepelworm en de enige soort in het geslacht Binoraphorus, waarvan de systematische positie onduidelijk is. De wetenschappelijke naam van de soort werd in 1972 gepubliceerd door Salvini-Plawen.